# Бадрутдинов, Джамал Шамсутдинович
Джамал Шамсутдинович Бадрутдинов (25 июля 1991 года, Россия) — российский боксёр-любитель. Чемпион России (2019). Мастер спорта России международного класса.

## Биография
Родился в городе Буйнакск. Родители являются уроженцами села Нижнее Казанище Буйнакского района.

## Любительская карьера

### Чемпионат России 2017
Выступал в лёгкой весовой категории (до 60 кг). В 1/8 финала победил единогласным решением Валентина Пьянкова. В четвертьфинале проиграл Фёдору Степанову.

### Чемпионат России 2018
Выступал в лёгкой весовой категории (до 60 кг). В 1/16 финала был сильнее Айтала Дьяконова. В 1/8 финала победил Геннадия Малинкина. В 1/4 финала взял верх над Артуром Субханкуловым. В полуфинале проиграл Габилу Мамедову.

### Чемпионат России 2019
В середине ноября 2019 года, на чемпионате России, который проходил в Самаре, завоевал золотую медаль в лёгком весе (до 60 кг). В полуфинале взял верх над Шахриёром Ахмедовым. В финале победил единогласным решением судей победил Анатолия Григоряна.

## Боксёрские титулы

### Любительские
- 2018  Бронзовый призёр чемпионата России в лёгком весе (до 60 кг).
- 2019  Чемпион России в лёгком весе (до 60 кг).
- 2020  Серебряный призёр чемпионата России в лёгком весе (до 60 кг).
- 2021  Бронзовый призёр чемпионата России в лёгком весе (до 60 кг).